# Palta Cueva
Palta Cueva (auch: P'Alta Cueva) ist eine Ortschaft im Departamento Cochabamba im südamerikanischen Andenstaat Bolivien.

## Lage im Nahraum
Palta Cueva liegt in der Provinz Ayopaya und ist eine Ortschaft auf den Hochflächen der Cordillera del Tunari im Municipio Cocapata. Die Ortschaft liegt auf einer Höhe von 4042 m an der Mündung des Río Palta Cueva in den Río Chillavi, der in nördlicher Richtung fließt und zum Einzugsbereich des Río Alto Beni gehört.

## Geographie
Palta Cueva liegt zwischen der Cordillera Mazo Cruz und den nordwestlichen Teilabschnitten der Cordillera Oriental. Das Klima ist ein typisches Tageszeitenklima, bei dem die Temperaturschwankungen zwischen Tag und Nacht deutlicher ausfallen als zwischen den Jahreszeiten.
Die Jahresdurchschnittstemperatur der Region liegt bei knapp 1 °C (siehe Klimadiagramm Cocapata) und schwankt im Jahresverlauf nur wenig zwischen −2,5 °C im Juni/Juli und 3 °C im November. Der jährliche Niederschlag liegt bei etwa 850 mm und ist ganzjährig humid, schwanken jedoch zwischen Niederschlägen von nur 10 mm im Juni/Juli und Höchstwerten über 150 mm im Januar.

## Verkehrsnetz
Palta Cueva liegt in einer Entfernung von 119 Straßenkilometern nordwestlich von Cochabamba, der Hauptstadt des Departamentos.
Durch Cochabamba führt die 1657 Kilometer lange Nationalstraße Ruta 4, die ganz im Westen an der chilenischen Grenze bei Tambo Quemado beginnt. Sie führt quer durch das ganze Land über Quillacollo und Cochabamba nach Santa Cruz und endet im südöstlichen Teil des Landes an der Grenze zu Brasilien bei der Stadt Puerto Quijarro.
Bei Falsuri nahe Quillacollo zweigt von der Ruta 4 die Ruta 25 nach Nordwesten in Richtung Departamento La Paz ab und erreicht über lange Serpentinen nach 27 Kilometern auf einer Höhe von knapp 4500 Metern den Abzweig „Cruce a Misicuni“. Auf den folgenden 50 Kilometern folgt man der Straße in nordwestlichen Richtungen durch die weitgehend unbesiedelten Hochtäler und Hochflächen bis zur Ortschaft Calientes am Nordrand des „Parque Nacional Tunari“ (Nationalpark Tunari). Die Straße führt fünf Kilometer weiter nach Norden bis zum Abzweig „Cruce a Cocapata o Incacasani“, dort zweigt eine Straße ab, die nach elf Kilometern nach Nordosten die Kreuzung „Cruce a Chillavi o Incacasani“ erreicht. Von dort sind es weitere sechs Kilometer in nordwestlicher Richtung nach Palta Cueva.

## Bevölkerung
Die Einwohnerzahl der Ortschaft ist im Jahrzehnt zwischen den letzten beiden Volkszählungen um etwa ein Fünftel zurückgegangen:
| Jahr | Einwohner         | Quelle       |
| ---- | ----------------- | ------------ |
| 1992 | keine Detaildaten | Volkszählung |
| 2001 | 114               | Volkszählung |
| 2012 | 92                | Volkszählung |
| 2024 |                   | Volkszählung |

Die Region weist einen hohen Anteil an Quechua-Bevölkerung auf, im Municipio Morochata (aus dem das Municipio Cocapata hervorgegangen ist) sprechen 96,6 % der Bevölkerung Quechua.